# Phobetes atomator
Phobetes atomator är en stekelart som först beskrevs av Cornelius Herman Muller 1776.  Phobetes atomator ingår i släktet Phobetes och familjen brokparasitsteklar. Arten är reproducerande i Sverige. Inga underarter finns listade i Catalogue of Life.